# DSA-180
La DSA-180 es una carretera perteneciente a la Red Primaria de la Diputación Provincial de Salamanca que da acceso a la Estación de esquí de la Covatilla.

## Recorrido
La carretera DSA-180 tiene su origen en la intersección con la carretera SA-100 y termina en la Estación de esquí de La Covatilla formando parte de la Red de carreteras de Salamanca.
| La Hoya (Intersección con ) - Estación de esquí de La Covatilla | La Hoya (Intersección con ) - Estación de esquí de La Covatilla | La Hoya (Intersección con ) - Estación de esquí de La Covatilla | La Hoya (Intersección con ) - Estación de esquí de La Covatilla | La Hoya (Intersección con ) - Estación de esquí de La Covatilla | La Hoya (Intersección con ) - Estación de esquí de La Covatilla | La Hoya (Intersección con ) - Estación de esquí de La Covatilla | La Hoya (Intersección con ) - Estación de esquí de La Covatilla | La Hoya (Intersección con ) - Estación de esquí de La Covatilla | La Hoya (Intersección con ) - Estación de esquí de La Covatilla | La Hoya (Intersección con ) - Estación de esquí de La Covatilla |
| Esquema                                                         | PK                                                              | Sentido La Covatilla                                            | Sentido La Covatilla                                            | Sentido La Covatilla                                            | Sentido La Covatilla                                            | Sentido La Hoya                                                 | Sentido La Hoya                                                 | Sentido La Hoya                                                 | Sentido La Hoya                                                 | Incidencias                                                     |
| Esquema                                                         | PK                                                              | Velocidad                                                       | Elemento                                                        | Salida                                                          | Salida                                                          | Salida                                                          | Salida                                                          | Elemento                                                        | Velocidad                                                       | Incidencias                                                     |
| Esquema                                                         | PK                                                              | Velocidad                                                       | Elemento                                                        | Dir.                                                            | Nombre                                                          | Nombre                                                          | Dir.                                                            | Elemento                                                        | Velocidad                                                       | Incidencias                                                     |
| --------------------------------------------------------------- | --------------------------------------------------------------- | --------------------------------------------------------------- | --------------------------------------------------------------- | --------------------------------------------------------------- | --------------------------------------------------------------- | --------------------------------------------------------------- | --------------------------------------------------------------- | --------------------------------------------------------------- | --------------------------------------------------------------- | --------------------------------------------------------------- |
|                                                                 | 0,0                                                             |                                                                 |                                                                 | Barco de Ávila                                                  | Barco de Ávila                                                  | Barco de Ávila                                                  |                                                                 |                                                                 |                                                                 |                                                                 |
| Béjar La Hoya                                                   | 0,0                                                             |                                                                 |                                                                 |                                                                 |                                                                 |                                                                 |                                                                 |                                                                 |                                                                 |                                                                 |
|                                                                 | 0,5                                                             |                                                                 | 9 km                                                            | Puerto de La Covatilla (1960 m)                                 | Puerto de La Covatilla (1960 m)                                 | Puerto de La Covatilla (1960 m)                                 | Puerto de La Covatilla (1960 m)                                 | 9 km                                                            |                                                                 |                                                                 |
| 9,5                                                             |                                                                 |                                                                 | 9 km                                                            | Puerto de La Covatilla (1960 m)                                 | Puerto de La Covatilla (1960 m)                                 | Puerto de La Covatilla (1960 m)                                 | Puerto de La Covatilla (1960 m)                                 | 9 km                                                            |                                                                 |                                                                 |
|                                                                 | 8,6                                                             |                                                                 |                                                                 | Arroyo del Oso                                                  | Arroyo del Oso                                                  | Arroyo del Oso                                                  | Arroyo del Oso                                                  |                                                                 |                                                                 |                                                                 |
|                                                                 | 9,2                                                             |                                                                 |                                                                 | Aparcamiento de La Covatilla                                    | Aparcamiento de La Covatilla                                    | Aparcamiento de La Covatilla                                    | Aparcamiento de La Covatilla                                    |                                                                 |                                                                 |                                                                 |
|                                                                 | 9,5                                                             |                                                                 |                                                                 | Estación de esquí de La Covatilla                               | Estación de esquí de La Covatilla                               | Estación de esquí de La Covatilla                               | Estación de esquí de La Covatilla                               |                                                                 |                                                                 |                                                                 |